# هنري كلاي ماكورميك
هنري كلاي ماكورميك (بالإنجليزية: Henry Clay McCormick)‏ هو محامي وسياسي أمريكي، ولد في 30 يونيو 1844 في الولايات المتحدة، وتوفي في 26 مايو 1902 في نفس البلد. حزبياً، نشط في الحزب الجمهوري. وقد انتخب عضو مجلس النواب الأمريكي.